# Alain Faragou
 (juin 2019).
 (juin 2019).
 (juin 2019).
Alain Faragou, né le 24 août 1952 à Oran en Algérie, est un concepteur paysagiste français, diplômé de l'ESAJP et membre de la Fédération française du paysage, de l'International Federation of Landscape Architects[réf. nécessaire] et de l'ICOMOS. Il exerce à Nice.

## Biographie
Après avoir associé des études littéraires et techniques en horticulture et botanique qui influenceront sa carrière professionnelle, Alain Faragou obtient son diplôme de concepteur paysagiste à l’École supérieure d'architecture des jardins et des paysages de Paris en 1977. Dès 1978, il crée son agence, spécialisée dans la planification, la conception et la maîtrise de toutes opérations de paysage, d'urbanisme et d'environnement.
Sa rencontre avec Roberto Burle Marx à Rio de Janeiro (El Sitio – San Antonio de Bica) en 1987, l’influence et le guide dans ses moyens d’expression et dans la dimension qu’il accorde à l'articulation entre le construit et le milieu naturel vivant.
Ses domaines de compétences regroupent des projets de différentes échelles, depuis le grand paysage et le territoire, à celles d’une ville, d’un site ou d’un jardin, combinant l'invention et le savoir-faire[non neutre]. Son travail pour la construction de nouveaux paysages repose sur la recherche d'un équilibre entre mémoire des lieux une perception contemporaine[Interprétation personnelle ?][source insuffisante][source secondaire nécessaire].
Il concourt avec Jean Nouvel pour un projet de logements, l'agence Zaha Hadid (Londres) sur la requalification de la promenade des Anglais à Nice, l'agence MVRDV (Rotterdam) sur l’extension et le réaménagement d'un parc zoologique, et l'équipe d'urbanistes/architectes dont Sou Fujimoto, Cino Zucchi, Adrien Lambert, Frédéric Chartier, Pascale Dalix, Roland Carta pour un projet de ville du bien-être dont ils sont tous lauréats.
Son œuvre et son expérience s'inscrivent dans le mouvement et la dynamique du Paysage dans son sens le plus large[réf. souhaitée].

## Réalisations
- 2018 – Parc de la Jane Andrée, Cap d'Antibes
- 2018 – La route des esclaves, Bénin (Afrique)
- 2017 – Le Pôle sportif de montagne « Vesubia Mountain Park », Saint-Martin-Vésubie
- 2014 – Hôtel particulier de Bourbon-Condé, Classé Monument Historique, Paris VII
- 2013 – Le Jardin de Miramonde, Théoule-sur-Mer
- 2011 – Le Grand Jardin, Jardin Historique, Île Sainte-Marguerite, Cannes
- 2009 – Aménagement routier de la RD 6202bis et du rond-point des Baraques avec le sculpteur Bernard Pagès, Vallée du Var, Nice
- 2003 – Aménagement du jardin de l'Automobile Club de Monaco - Jardin-pilote en Principauté
- 2002 – Parc paysager de l’Isthme des Sablettes Fernand Braudel, La Seyne-sur-Mer
- 1995 – Réhabilitation du centre ancien, Toulon[réf. souhaitée]Joia Méridia, Vallée du Var, Nice.Plan masse (études) de Figuerolles (Martigues)

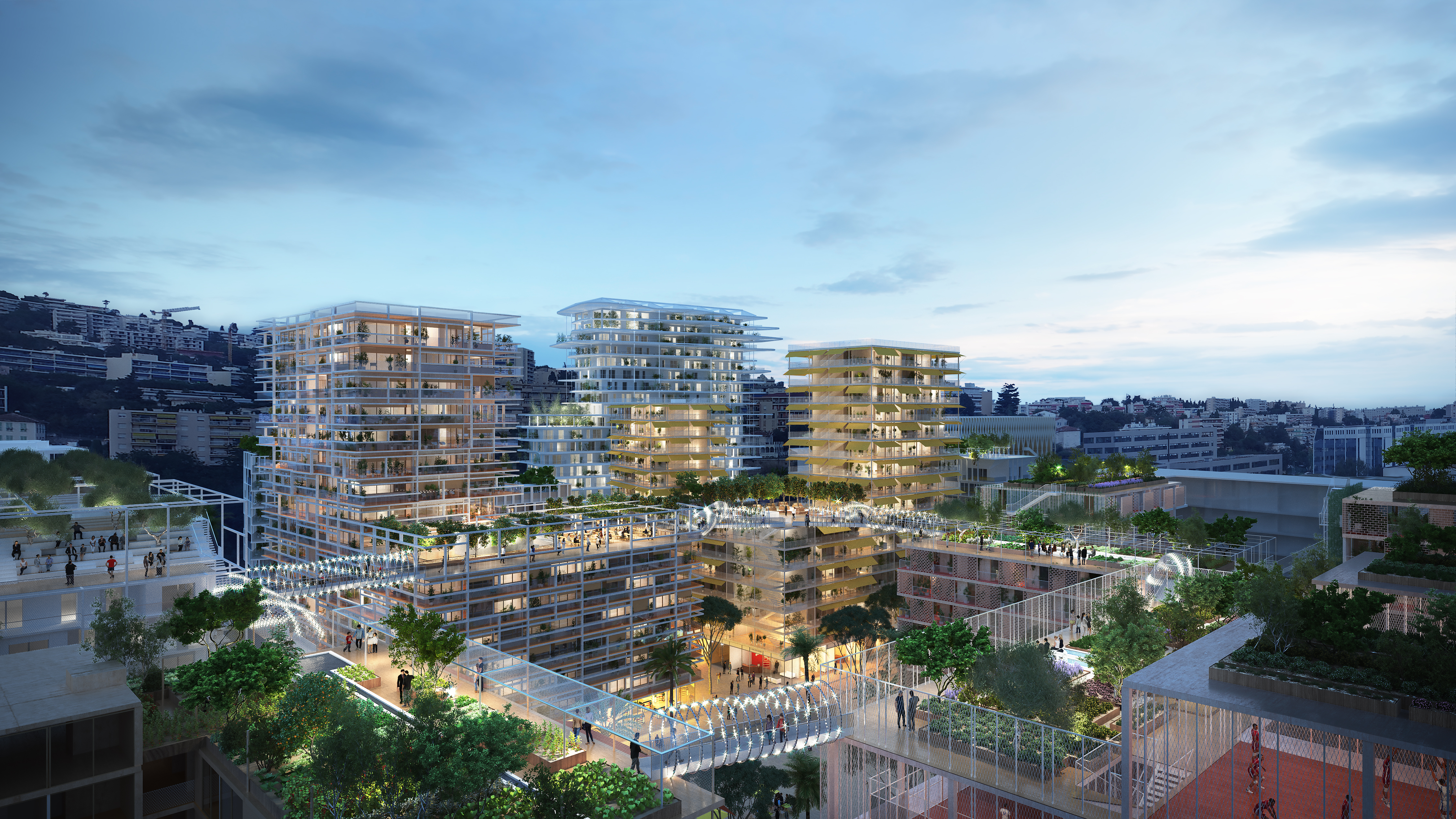
Joia Méridia, Vallée du Var, Nice.

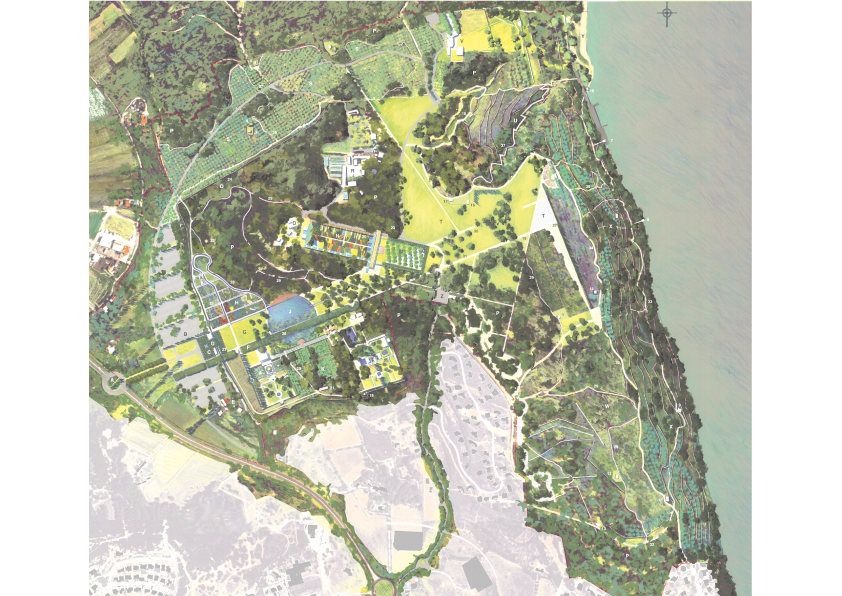
Plan masse (études) de Figuerolles (Martigues)

## Prix et récompenses
- Participation au Prix international André Le Nôtre 2013
- Lauréat Outdoor Design, "L’arrosage au fil du vent", design d’éolienne pour irrigation / Jardin Tuileries, Paris, 2009[réf. nécessaire]
- Lauréat d'Or aux Victoires du Paysage - Aménagement de la RD 6202bis, Vallée du Var, 2008[réf. nécessaire]
- Participation au Prix du Paysage - Ministère de l’Écologie et du Développement Durable, 2006[réf. nécessaire]
- Participation au Grand Prix Régional de l’Architecture et du Paysage - Conseil d’Architecture d’Urbanisme et d’Environnement du Vaucluse, 2003[réf. nécessaire]
- Nomination au Prix Méditerranéen du Paysage - Agence Régionale pour l’Environnement, Marseille[réf. nécessaire]
- Lauréat au Grand Prix d’Art des Jardins et d’Urbanisme Jules Janlet - Université des sciences agronomiques de Gembloux - Belgique[réf. nécessaire]

## Expositions et conférences
- "Paysages, glissements et inventions", Muséum d'Histoire Naturelle, Paris, 2018[réf. nécessaire]
- "Expériences de paysage - Méditerranée", Maison de l'Architecture et de la Ville PACA (Marseille), organisé par la Fédération Française du Paysage, 2017[réf. nécessaire]
- "Les jardins privés parisiens XVIIe – XXIe siècle" à l’Institut national d'histoire de l'art à Paris, organisé par Jean-François Cabestan, Historien de l’Architecture et Architecte du Patrimoine, 2017[réf. nécessaire]
- "Du paysage au jardin", Exposition et conférence, Galerie Photos FNAC Nice, 2012[réf. nécessaire]
- "Du paysage d'aujourd’hui et de demain", CAUE des Alpes-Maritimes, 2012
- "La Ville Fertile, Cité de l'architecture et du patrimoine", Palais de Chaillot, Paris, 2011
- "Design et aménagement urbain", Jardins, Parc des Tuileries, Paris, 2009[réf. nécessaire]
- "Landscaping and gardening with mediterranean plants", Rifa views Bahrain International Garden Show à Manama / Special guest of HRH Sheika Sabeeka Al Khalifa, 2009[réf. nécessaire]
- "Aménagement du territoire par l'outil de la maquette 3D, Domaine de Bassanel, Languedoc Roussillon", Imagina, Monaco, 2009[réf. nécessaire]
- "Paysages de l'intérieur et de l'extérieur" dans le cadre de l'exposition d'artistes contemporains, La Maison des Arts, Carcès, 2003[réf. nécessaire]
- École Méditerranéenne des Jardins et du Paysage / A. Faragou : Projets méditerranéens, 1999[réf. nécessaire]
- Conseil d'architecture, d'urbanisme et d'environnement 06, FFP Nice, 1995[réf. nécessaire]
- Ut Pictura Hortus - Palais des Expositions Nice, 1990[réf. nécessaire]

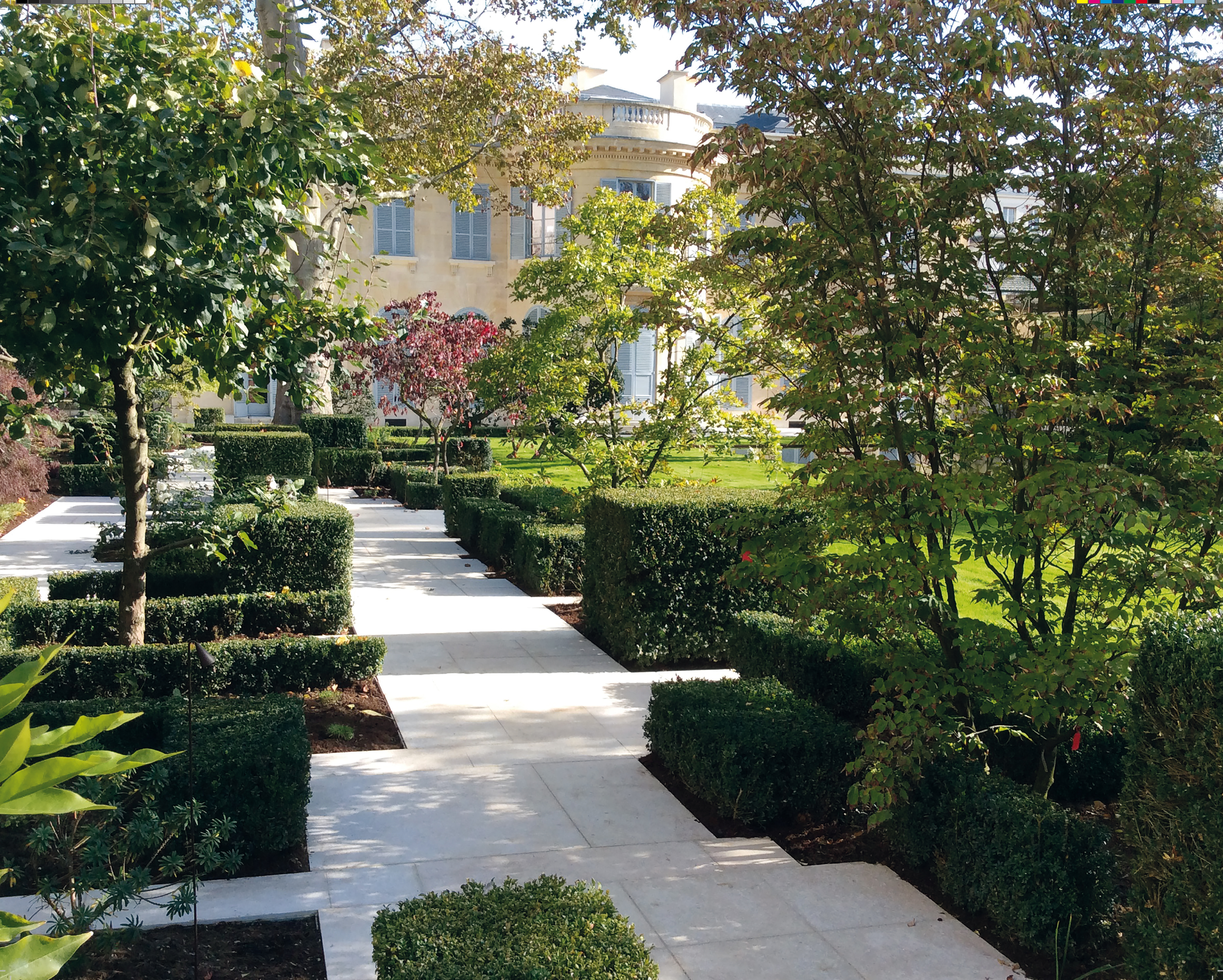
Paris VII

## Publications
- Du paysage au jardin - A. Faragou, Architecte de Paysages - Éditions Grégoire Gardette, 2011, 171 p.  (ISBN 978 2 7466 3772 6)
- Objets urbains, vivre la ville autrement - Sophie Barbaux, 2010
- RD 6202bis, un jardin à cent à l’heure - Éditions GGDesigners / (préface de Christian Estrosi), Projet désigné lauréat du prix 'Victoire du Paysage', 2008, 100 p.
- Du jardin au paysage : 30 créations contemporaines en Provence - Louisa Jones, Photographies Bruno Suet, Éditions Aubanel, 2004  (ISBN 978-2700-6035-14)
- Le Parc Fernand Braudel - La Seyne-sur-Mer - Héritage et Renaissance d’un paysage entre deux terres et deux mers - A. Faragou / Préface de Salah Stétié, Poète, Ambassadeur de l’UNESCO, Edisud 2001, 167 p.  (ISBN 978-2-7449-0160-7)
- Hommes et plantes en Méditerranée - Éditions de l’EMJP, 1995
- Outdoor - Reconstitution majestueuse du Parc de la Villa Jane André au Cap d'Antibes - Magazine Perspective

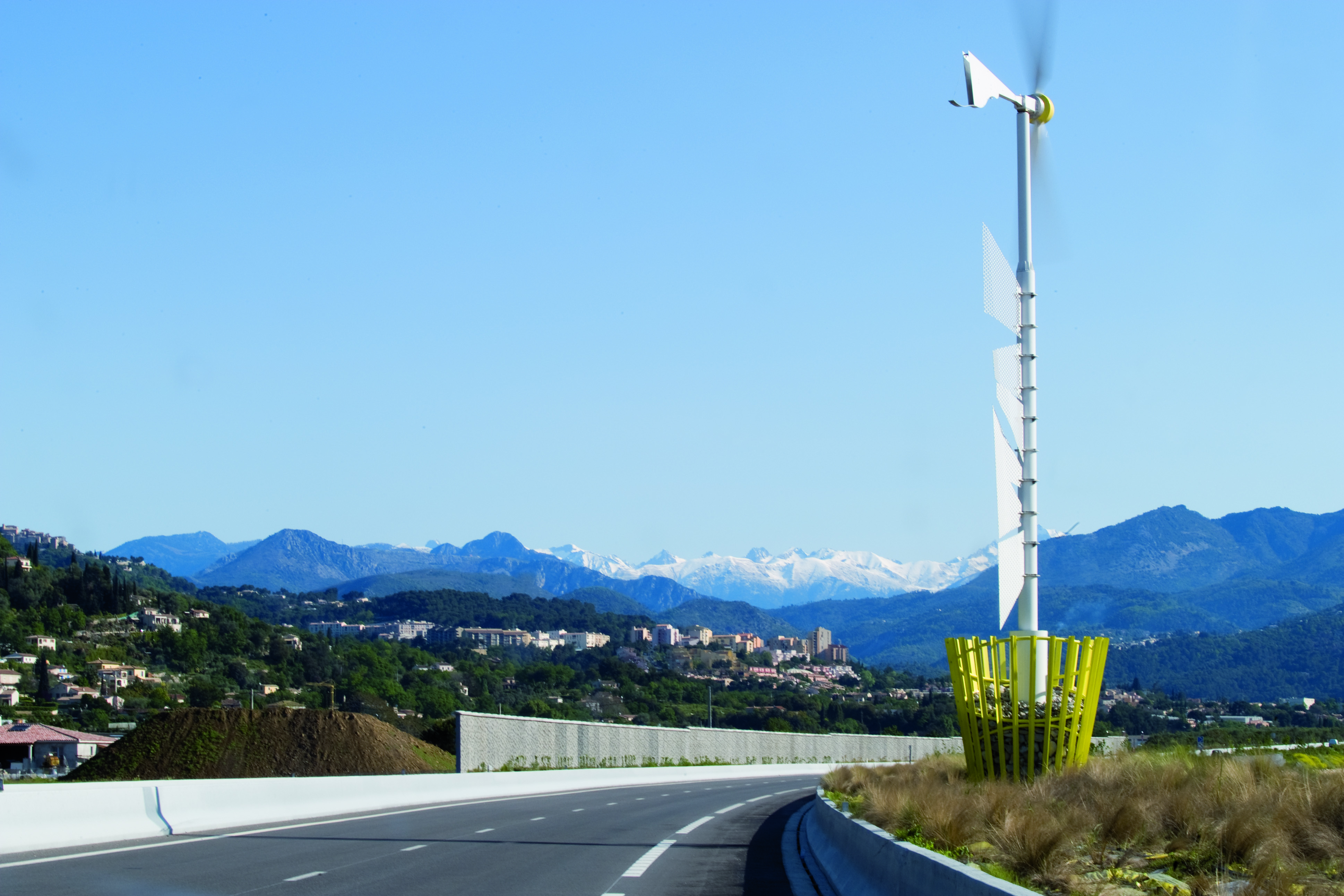
Éolienne de la RD 6202 bis (Vallée du Var)